# طيران ويسترن السريع - حادث طائرة بينيتوس بيك
بتاريخ 12 يناير 1937 بالساعة 11:37 سقطت طائرة من نوع بوينغ 247 تابعة لخطوط ويسترن اير اكسبرس بمنطقة تسمى بينيتوس بيك بولاية كاليفورنيا، ورقم الرحلة هو 7 كانت بالطريق ما بين سولت ليك بولاية يوتا إلى كاليفورنيا. عدد الركاب 10 مع 3 من الطاقم. حصيلة الحادث هو 5 قتلى (4 ركاب ووواحد من الطاقم).

## تفاصيل الحادث
كانت الطائرة بحالة وصول إلى مطار يونيون بالقرب من بوربانك حيث المطر غزير والضباب شديد. وما أن شاهد الطيار قمة الجبل أمامه حتى فصل المحرك لكي يهبط عموديا على المنحدر ليقلل من قوة الاصطدام.
توفي أحد الركاب مباشرة أما الثلاثة الآخرون بالإضافة إلى مساعد الطيار فقد توفوا بالمستشفى خلال أسبوع. أحدهم وهو منتج أفلام مشهور اسمه مارتن جونسون باليوم التالي بالمستشفى بتهشم الجمجمة، أما زوجته فقد عانت من آلام الظهر والرقبة مما ألزمها المقعد لبقية حياتها. أحد الناجين قرر المشي لمسافة 5 أميال نزولا من الجبل وإلى أن قابله المسعفون الذين كانوا يبحثون عن موقع الحادث.

## الخلاصة
يعزى سبب الحادث إلى سوء الأحوال الجوية، بالإضافة إلى قرار الطيار بالانحدار إلى مستوى منخفض جدا دون إلمام جيد بالموقع الذي هو فيه.